# Емпайър 2012
17-ите награди „Емпайър“ (на английски: 17th Empire Awards) се провеждат на 25 март 2012 г. в Лондон. Водещи на церемонията са Лорън Лавърн и Крис Хюит. За първи път е връчена награда за 3D филм, а наградата за дебют е разделена на „мъжка“ и „женска“ категории. Това е четвъртата година, през която Джеймсън е спонсор на събитието и официалното име на наградите е Jameson Empire Awards.

## Множество номинации
| Заглавие на български                        | Оригинално заглавие                           | Номинации | Награди |
| -------------------------------------------- | --------------------------------------------- | --------- | ------- |
| Живот на скорост                             | Drive                                         | 5         | —       |
| Хари Потър и Даровете на Смъртта: Втора част | Harry Potter and the Deathly Hallows – Part 2 | 5         | 2       |
| Дама, поп, асо, шпионин                      | Tinker Tailor Soldier Spy                     | 5         | 3       |
| Блок под атака                               | Attack the Block                              | 4         | —       |
| Възходът на планетата на маймуните           | Rise of the Planet of the Apes                | 4         | —       |
| Мъжете, които мразеха жените                 | The Girl with the Dragon Tattoo               | 4         | —       |
|                                              | The Inbetweeners Movie                        | 3         | 1       |
| Тор: Богът на гръмотевиците                  | Thor                                          | 3         | 2       |
| Боен кон                                     | War Horse                                     | 3         | —       |
| Изобретението на Хюго                        | Hugo                                          | 2         | —       |
|                                              | Submarine                                     | 2         | —       |
| Супер 8                                      | Super 8                                       | 2         | —       |
|                                              | Tyrannosaur                                   | 2         | 1       |

## Награди и номинации по категория
| Филм | Британски филм |
| --- | --- |
| - Хари Потър и Даровете на Смъртта: Втора част - Живот на скорост - Възходът на планетата на маймуните - Мъжете, които мразеха жените - Дама, поп, асо, шпионин                                                                             | - Дама, поп, асо, шпионин - Блок под атака - Submarine - The Inbetweeners Movie - Tyrannosaur |
| Режисьор | |
| - Дейвид Йейтс – Хари Потър и Даровете на Смъртта: Втора част - Николас Виндинг Рефн – Живот на скорост - Рупърт Уайът – Възходът на планетата на маймуните - Стивън Спилбърг – Боен кон - Томас Алфредсон – Дама, поп, асо, шпионин        | |
| Актьор | Актриса |
| - Гари Олдман – Дама, поп, асо, шпионин - Анди Съркис – Възходът на планетата на маймуните - Даниел Крейг – Мъжете, които мразеха жените - Даниъл Радклиф – Хари Потър и Даровете на Смъртта: Втора част - Райън Гослинг – Живот на скорост | - Оливия Колман – Tyrannosaur - Кери Мълиган – Живот на скорост - Мерил Стрийп – Желязната лейди - Мишел Уилямс – Моята седмица с Мерилин - Руни Мара – Мъжете, които мразеха жените                                 |
| Мъжки дебют | Женски дебют |
| - Том Хидълстън – Тор: Богът на гръмотевиците - Ейса Бътърфилд – Изобретението на Хюго - Крейг Робъртс – Submarine - Джеръми Ървайн – Боен кон - Джон Бойега – Блок под атака - Сам Клафлин – Карибски пирати: В непознати води             | - Фелисити Джоунс – Луди от любов - Бони Райт – Хари Потър и Даровете на Смъртта: Втора част - Селин Бюкенс – Боен кон - Ел Фанинг – Супер 8 - Хейли Стейнфелд – Непреклонните - Лора Хадък – The Inbetweeners Movie |
| Комедия | Ужаси |
| - The Inbetweeners Movie - Блок под атака - Шаферки - Оглупели от любов - Полунощ в Париж | - Kill List - Блок под атака - Insidious - Паранормална активност 3 - Ловец на тролове |
| Научнофантастичен филм или фентъзи | Трилър |
| - Тор: Богът на гръмотевиците - Капитан Америка: Първият отмъстител - Възходът на планетата на маймуните - Супер 8 - Х-Мен: Първа вълна | - Дама, поп, асо, шпионин - Живот на скорост - Хана - Шерлок Холмс: Игра на сенки - Мъжете, които мразеха жените |
| 3D филм | |
| - Приключенията на Тинтин: Тайната на еднорога - Хари Потър и Даровете на Смъртта: Втора част - Изобретението на Хюго - Тор: Богът на гръмотевиците - Трансформърс 3                                                                        | |